# 翅茎关木通
翅茎关木通（学名：Isotrema caulialatum）是马兜铃科关木通属的一种植物，是中国的特有植物。分布于中国的云南。
叶片披针形至卵状披针形, 叶基截形或浅心形; 檐部3深裂, 裂片内面黄绿色, 密被暗红色棘突。。